# Friedrich Maurer
Friedrich Maurer   (Viena, 18 de juny de 1912 - Viena, 10 de juliol de 1958) fou un jugador d'handbol austríac que va competir durant la dècada de 1930.
El 1936 va prendre part en els Jocs Olímpics de Berlín, on guanyà la medalla de plata en la competició d'handbol.